# 莫姆奇爾峰
62°32′10″S 59°41′02″W / 62.53611°S 59.68389°W

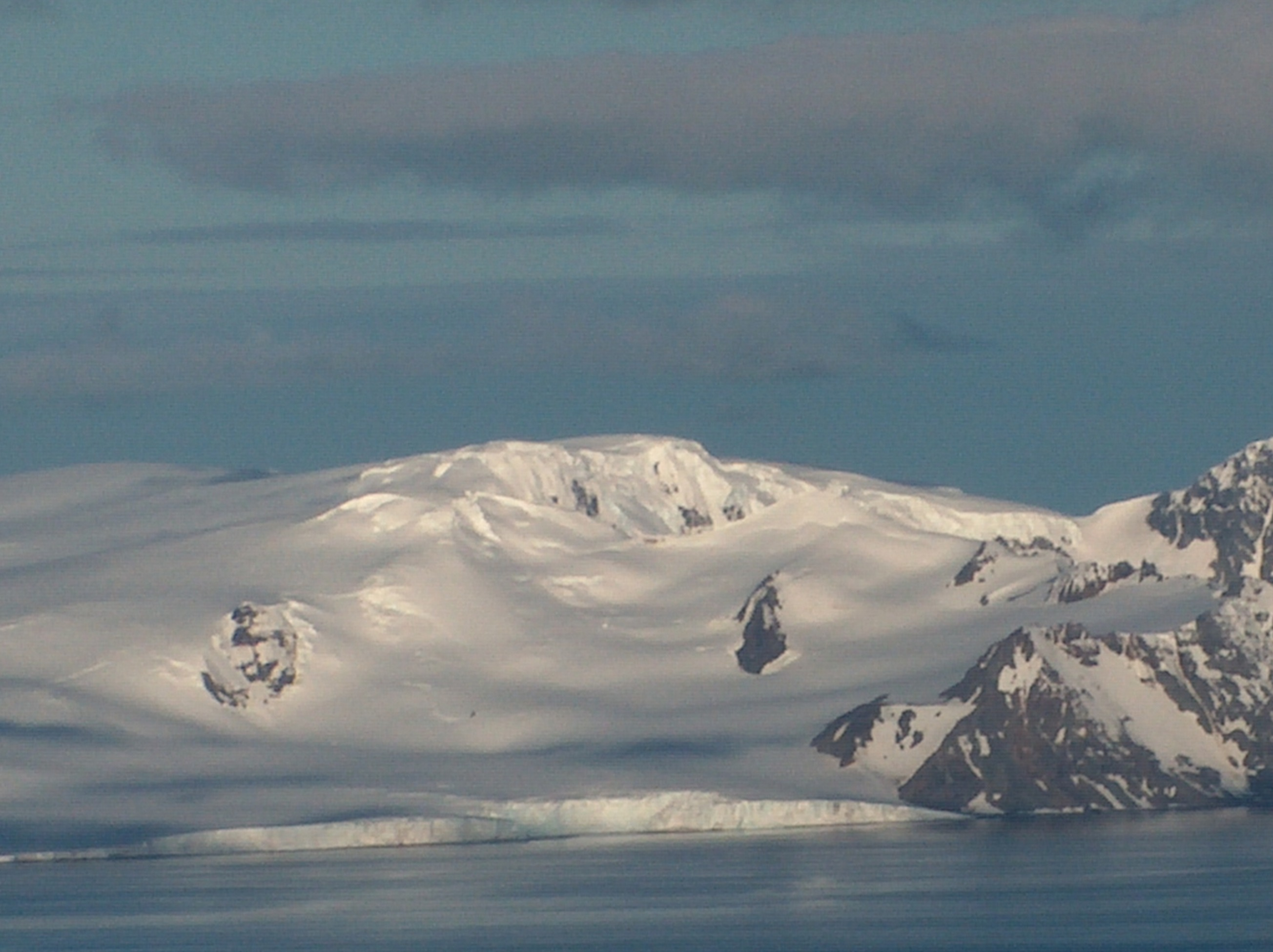

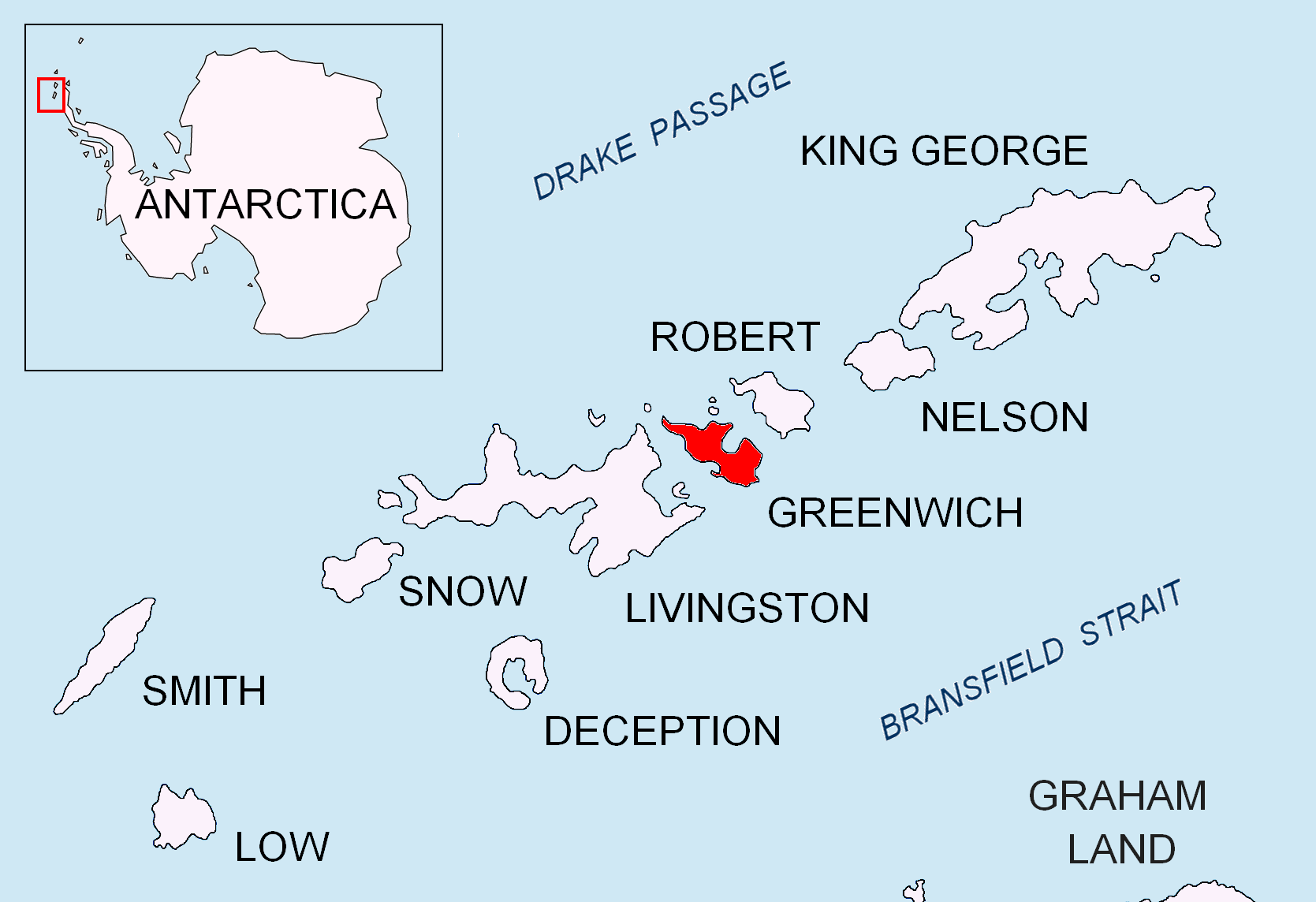

莫姆奇爾峰（英語：Momchil Peak）是南極洲的山峰，位於南设得兰群岛中格林尼治島，屬於布雷茲尼克高地的一部分，處於維斯基亞爾嶺西北面1.49公里和薩托里烏斯角西北面3.08公里，海拔高度625米。